# Ендре Саліпскі
Ендре Саліпскі  (угор. Szalipszki Endre; — угорський дипломат. Генеральний консул Угорщини в Берегове (2014—2017).

## Життєпис
Народився в невеликому містечку в Угорщині за 100 кілометрів від Ужгорода. Гімназію закінчив у місті Шарошпоток. Навчався в Московському інституті міжнародних відносин на журналіста-міжнародника.
Довго працював в газеті, потім — прес-аташе в посольстві, згодом — у консульстві.
У 2010—2014 рр. — консул Генерального консульства Угорщини в українському місті Ужгород
У 2014—2017 рр. — Консул Угорської Республіки в місті Берегове (Україна)

## Нагороди та відзнаки
- Почесний громадянин міста Ужгорода[7].